# Juan Carlos Jintiach
Juan Carlos Jintiach (* im 20. Jahrhundert) ist ein ecuadorianischer Indigenen-Aktivist, der als außenpolitischer Berater der Coordinadora de las Organizaciones Indígenas de la Cuenca Amazónica (COICA) die Interessen der indigenen Amazonasvölker auf der Weltbühne vertritt.
Jintiach gehört dem Volk der Shuar aus dem ecuadorianischen Amazonasbecken nahe der Anden an. Er studierte Umweltwissenschaften und Ökologie an der Universidad San Francisco de Quito sowie Menschenrechte, Rechte indigener Völker und internationale Zusammenarbeit an der Universität von Grönland. Er ist in diversen Organisationen aktiv, die sich für die Rechte indigener Amazonasvölker einsetzen, darunter bei CONAIE und bei CONFENIAE. Bei der Organisation COICA ist er zuständig für Klimawandel, Biodiversität und internationale Zusammenarbeit; er ist dort demokratisch legitimiert. Außerdem ist er Co-Vorsitzender eines weltweiten indigenen Rates zum Thema Klimaschutz innerhalb des Rahmenübereinkommens der Vereinten Nationen über Klimaänderungen. Ähnliche Positionen hielt oder hält er als parlamentarischer Berater des mittlerweile abgeschafften ecuadorianischen Nationalkongresses, im Programme for the Endorsement of Forest Certification Schemes (PEFC), in einem Komitee der Weltbank sowie als Vertreter der indigenen Völker Lateinamerikas innerhalb des Übereinkommens über die biologische Vielfalt. Auf der UN-Klimakonferenz in Glasgow 2021 machte er sich für einen Mechanismus zur Verteilung weltweiter Klimahilfen an regionale Gruppierungen („Shandia“) stark. Dabei dient Jintiach oft als Vermittler zwischen indigenen Gruppierungen und weltweiten Organisationen. Er gilt daher als „Außenminister“ der indigenen Amazonasvölker.
2023 nahm ihn der Friedensforscher Henrik Urdal vom Peace Research Institute Oslo zusammen mit Victoria Tauli-Corpuz in die Liste seiner Favoriten für den Friedensnobelpreis auf. Die beiden seien „zwei achtenswerte Kämpfer für die Rechte indigener Völker“. Jintiach spielte „eine Schlüsselrolle darin, die Stimmen indigener Völker hörbar zu machen.“